# Эскарсега
Эска́рсега (исп. Escárcega) — город в Мексике, в штате Кампече, входит в состав одноимённого муниципалитета и является его административным центром. Численность населения, по данным переписи 2020 года, составила 31 375 человек.

## Общие сведения
Название Escárcega дано в честь Франсиско Эскарсеги Маркеса, отвечавшего за строительство железной дороги Коацакоалькос — Кампече, которая прошла через это поседение.
Эска́рсега была основана в 1914 году как рабочий посёлок компании «The Laguna Corporation», которая занималась сбором красителя.
В 1938 году через поселение была проложена железная дорога.
5 июля 1939 года поселение получило статус эхидо с названием Франсиско-Эскарсега.
6 октября 1956 году ему был присвоен статус вильи, и название сокращено до Эскарсега, а в 1990 году был присвоен статус города, и муниципального центра.

## Население
| Год  | Численность | Численность |
| ---- | ----------- | ----------- |
| 2000 | 25 911      | [ 5 ]       |
| 2005 | 27 214      | [ 6 ]       |
| 2010 | 29 477      | [ 7 ]       |
| 2020 | 31 375      | [ 8 ]       |